# Mario De Villa
Pour les articles homonymes, voir villa (homonymie).
Mario De Villa est un ancien pilote automobile italien de rallye.

## Biographie
En 1961, Mario De Villa devient le premier vainqueur après-guerre du Rally dei Fiori (ou Rallye des Fleurs) national, pour sa renaissance 32 ans après la dernière édition en date.

## Palmarès
- Vainqueur de la première édition moderne du Rallye Sanremo en 1961 (copilote De Villa), sur Alfa Romeo Giulietta Ti.
- Vainqueur de la première édition du Rallye delle Alpi Orientali, sur Lancia Fulvia 2C berlina, en 1965.
- 23e du rallye Monte-Carlo en 1964, avec Leo Cella, sur Lancia Flavia GT Coupé.